# CITO-TV
CITO-TV est une station de télévision canadienne de langue anglaise situé à Timmins, Ontario, Canada. Elle émet un signal analogique sur le canal VHF 3 à partir d'un émetteur près de l'autoroute 101 (à l'ouest de Connaught Road) à Timmins avec des réémetteurs à Kapuskasing (canal 10), Hearst (canal 4) et Chapleau (canal 9) en mode analogique.
Détenue par Bell Média, elle fait partie du réseau CTV et ses studios sont situés sur Pine Street North (près de l'avenue Hendry) à Timmins. On peut également voir cette station sur la chaîne 4 d'EastLink. À compter du 29 novembre 2012, les clients de Bell Télé pourront également visionner CITO-TV au canal 589.

## Historique
CITO a été créé en 1971 sous le nom de CKSO-TV-2, à l'origine la réémission de CKSO à Sudbury.
Jusqu'en 1980, CKSO-2 et CFCL rivalisaient de façon agressive pour obtenir des dollars publicitaires, ce qui les laissait tous deux dans une situation financière précaire en raison de la taille relativement petite du marché de Timmins. En 1980, le Conseil de la radiodiffusion et des télécommunications canadiennes a approuvé la fusion de Cambrian Broadcasting et de Lavigne Mid-Canada Communications dans le Twinstick de MCTV. L'indicatif de la station est alors devenu CITO-TV et a commencé à fonctionner comme une station autonome.
En 1990, les stations ont été acquises par Baton Broadcasting. Baton est par la suite devenue la seule société propriétaire de CTV et a vendu CFCL à CBC en 2002.

## Distribution
Par Câble
- Bell TV : 589 (SD)

## Transmetteurs
Celles-ci et plusieurs autres réémetteurs de CTV à l'échelle nationale devaient fermer leurs portes au plus tard le 31 août 2009, dans le cadre d'un différend politique avec les autorités canadiennes sur les frais payés pour le transport des câblodistributeurs. Un changement subséquent de propriété a confié le contrôle total de CTVglobemedia à Bell Média; à partir de 2011, ces émetteurs restent en opération de diffusion sous licence normale.
Le 11 février 2016, Bell Média a présenté une demande de renouvellement régulier de licences, notamment des demandes de suppression d'une longue liste d'émetteurs, notamment CITO-TV-3 et CICO-TV-4. La justification de Bell Media pour la suppression de ces répéteurs analogiques est la suivante :

"Nous choisissons de supprimer ces émetteurs analogiques de la licence principale à laquelle ils sont associés. Ces émetteurs analogiques ne génèrent aucun revenu supplémentaire, attirent peu ou pas de téléspectateurs étant donné la croissance des abonnements aux EDR ou aux SRD et sont coûteux à entretenir, à réparer ou à remplacer. De plus, aucun des émetteurs mis en évidence n'offre de programmation différente des canaux principaux. Le Conseil a déterminé que les radiodiffuseurs peuvent choisir de fermer les émetteurs, mais qu'ils perdront certains privilèges réglementaires (distribution au service de base, possibilité de demander la substitution simultanée), tel qu'indiqué dans la politique réglementaire de radiodiffusion CRTC 2015-24, Transmission en direct de signaux de télévision et programmation locale. Nous sommes pleinement conscients de la perte de ces privilèges réglementaires à la suite d'un arrêt de l'émetteur."

Au même moment, Bell Media a demandé la conversion des licences de CTV2 Atlantic (anciennement ASN) et de CTV2 Alberta (anciennement ACCESS) des entreprises de câblodistribution aux stations de télévision sans émetteurs (semblable aux entreprises affiliées aux réseaux câblés aux États-Unis), et pour réduire le contenu éducatif de CTV2 Alberta.
Une autre décision du CRTC a été rendue en 2019 autorisant la fin du signal du ré-émetteur CITO-TV-2, le dernier signal télévisuel anglophone disponible à Rouyn-Noranda. La fin du signal par ondes hertziennes a eu lieu le 3 décembre 2021.